# پوزه‌گیری
پوزه‌گیری یا گرفتن پوزه یا گیره پوزه (به انگلیسی: Muzzle clamp) روشی برای کشتن توسط شکارچیان بزرگ، معمولاً گربه‌هایی مانند شیر، پلنگ و پلنگ برفی است. این امر مستلزم از پای درآوردن طعمه است، معمولاً به‌طور کامل روی زمین و توسط شکارچی سنجاق می‌شود، و پوزه شکار کاملاً در دهان شکارچی فرومی‌رود و تنفس از طریق دهان یا بینی بسته می‌شود.